# Michael Fagan (kẻ đột nhập)
Michael Fagan (sinh ngày 8 tháng 8 năm 1948) là một người đàn ông người Anh đột nhập vào phòng ngủ của Nữ hoàng Anh trong Cung điện Buckingham vào năm 1982.

## Tiểu sử

### Thuở niên thiếu
Michael Fagan sinh ra ở Clerkenwell, London, ngày 8 tháng 8 năm 1948, là con trai của Ivy và Michael Fagan. Cha của ông là một thợ dựng thép và là một "nhà vô địch phá két sắt." Ông có hai em gái, Margaret và Elizabeth. Năm 1955, ông theo học Trường Compton Street ở Clerkenwell (nay là Trường Tiểu học St. Peter & St. Paul RC). Năm 1966, ông bỏ nhà đi vào năm 18 tuổi để trốn khỏi cha mình, người mà Fagan nói là một người bạo lực. Từ đó, ông bắt đầu công việc thợ sơn và trang trí nhà. Năm 1972, ông kết hôn với Christine, họ có 4 người con (bà bỏ ông vào năm đột nhập, nhưng sau đó đã quay lại). Vào khoảng những năm 1970–1980, Fagan từng là thành viên của chi nhánh Bắc London của Đảng Cách mạng Công nhân.

### Đột nhập

#### Lần đầu

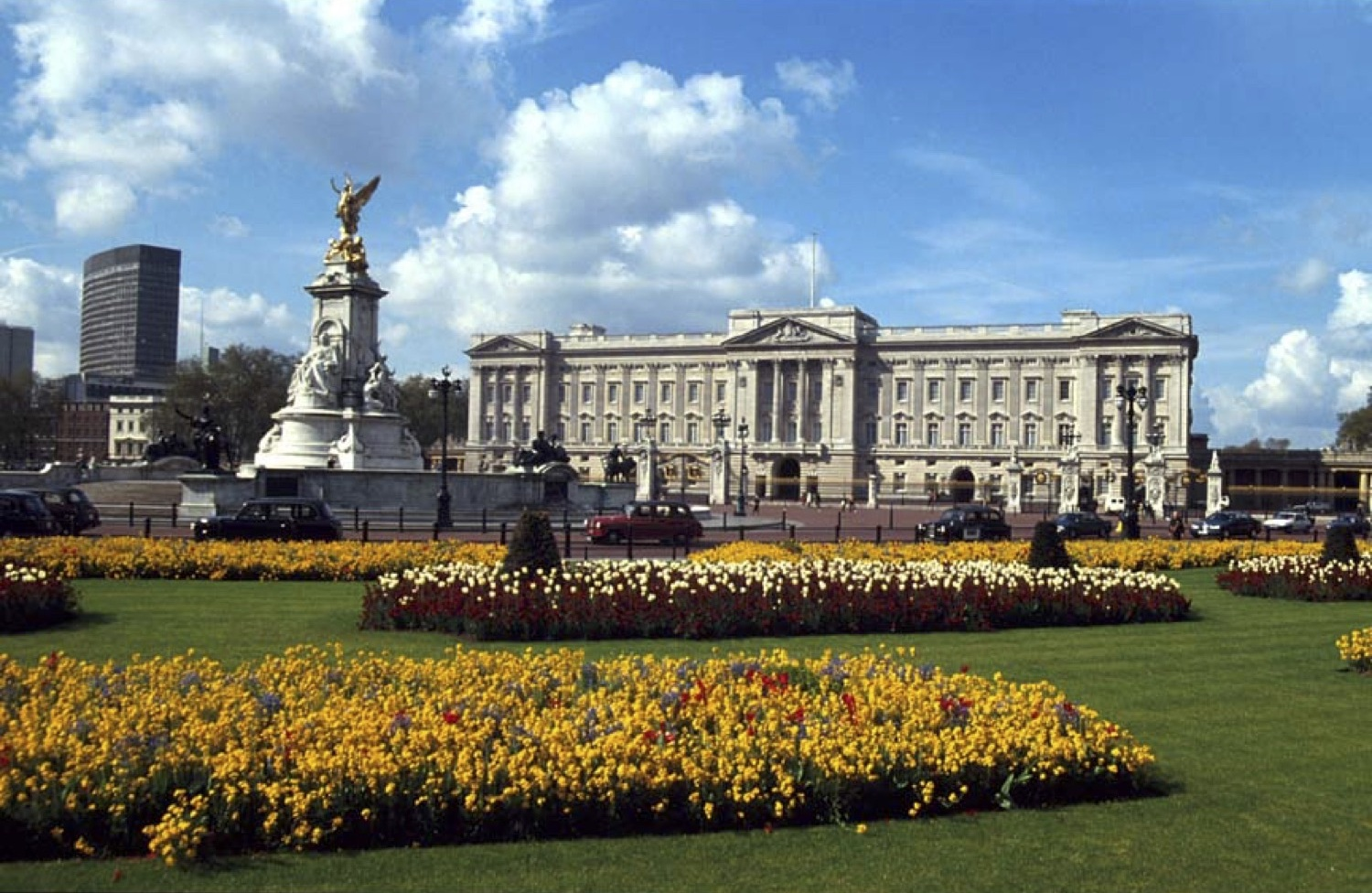
Cung điện Buckingham, ảnh năm 1980

Lần đột nhập đầu tiên của Fagan vào cung điện diễn ra vào đầu tháng 6 năm 1982. Fagan nói rằng ông ta đã chui vào một ống thoát nước và khiến một người hầu gái bắt gặp và gọi an ninh. Ông ta đã trốn thoát trước khi lính canh đến, nên lính canh sau đó không tin vào tin báo của người giúp việc. Fagan tuyên bố ông ta vào cung điện qua một cửa sổ không khóa trên mái nhà, đi lang thang trong nửa giờ tiếp theo và ăn pho mát cheddar và bánh quy giòn. Ông đã vấp phải một số báo động (rõ ràng đã bị lỗi). Ông xem những bức chân dung hoàng gia và ngồi trên ngai vàng một lúc. Ông cũng nói về việc vào phòng bưu điện. Ông uống hết nửa chai rượu trắng trước khi mệt và lẻn ra ngoài.

#### Lần thứ hai
Vào khoảng 07:00 ngày 9 tháng 7 năm 1982, Fagan đã trèo qua bức tường cao 14 foot (4,3 m) của Cung điện Buckingham, trên cùng là những chiếc gai và dây thép gai uốn tròn, và trèo lên một ống thoát nước trước khi đi vào phòng ngủ của Nữ hoàng  vào khoảng 07:15 sáng.
Một bộ cảm biến báo động đã phát hiện ra chuyển động của anh ta bên trong cung điện, nhưng cảnh sát cho rằng báo động bị lỗi và tắt tiếng. Fagan đi lang thang trong hành lang cung điện trong vài phút trước khi đến các căn hộ hoàng gia. Trong một phòng trước, Fagan đã làm vỡ một cái gạt tàn bằng thủy tinh, làm đứt tay mình. Anh ta vẫn mang theo một mảnh vỡ khi bước vào phòng ngủ của Nữ hoàng.
Nữ hoàng thức dậy khi ông ta làm mở một tấm rèm và các báo cáo ban đầu cho biết Fagan ngồi trên mép giường của bà. Tuy nhiên, trong một cuộc phỏng vấn năm 2012, ông ấy nói rằng bà đã rời khỏi phòng ngay lập tức để tìm kiếm an ninh. Bà đã gọi điện cho tổng đài của cung điện để gọi cho cảnh sát hai lần, nhưng không ai đến. Người hầu đang làm nhiệm vụ, Paul Whybrew, người đang dắt đàn chó của Nữ hoàng đi dạo lúc đó, sau đó xuất hiện, theo sau là hai cảnh sát làm nhiệm vụ trong cung điện và lôi Fagan ra. Vụ việc đã xảy ra khi viên cảnh sát vũ trang bên ngoài phòng ngủ hoàng gia thay ca.
Một báo cáo sau đó của cảnh sát đã chỉ trích năng lực của các sĩ quan đang thi hành công vụ, cũng như một hệ thống chỉ huy hỗn loạn và chia rẽ.

### Bắt giữ
Vì hành động của Fagan vào thời điểm đó là vi phạm luật dân sự chứ không phải là hình sự, nên ông ta không bị buộc tội xâm phạm vào phòng ngủ của Nữ hoàng. Ông ta bị buộc tội trộm cắp (rượu), nhưng tội danh đã được giảm xuống khi ông ta có giám định tâm thần. Vào cuối tháng 7, mẹ của Fagan nói: "Nó kính trọng Nữ hoàng. Tôi có thể tưởng tượng nó chỉ muốn nói chuyện, chào hỏi và thảo luận về các vấn đề của mình." Ông đã phải ở bệnh viện tâm thần trong 3 tháng sau đó trước khi được thả vào ngày 21 tháng 1 năm 1983.
Mãi cho đến năm 2007, khi Cung điện Buckingham trở thành "địa điểm được chỉ định" cho các mục đích của mục 128 Đạo luật cảnh sát và tội phạm có tổ chức nghiêm trọng 2005, hành vi phạm tội như vậy mới trở thành tội phạm.

### Cuộc sống sau này
Hai năm sau khi vào Cung điện Buckingham, Fagan tấn công một cảnh sát tại một quán cà phê ở Fishguard, Wales và bị kết án ba tháng tù treo. Năm 1983, Fagan đã thu âm bản hát lại của bài hát "God Save the Queen" của Sex Pistols cùng với ban nhạc punk Bollock Brothers. Năm 1997, ông ta phải ngồi tù 4 năm sau khi ông ta, vợ và con trai 20 tuổi Arran bị buộc tội âm mưu cung cấp heroin.
Fagan đã xuất hiện trong chương trình The Antics Roadshow của Channel 4, một bộ phim tài liệu truyền hình dài một tiếng đồng hồ năm 2011 do nghệ sĩ Banksy và Jaimie D'Cruz đạo diễn, về lịch sử của những người cư xử kỳ quặc ở nơi công cộng.